# Nikon D5500
Nikon D5500 — цифровой зеркальный фотоаппарат компании Nikon, представленный 5 января 2015 года. Заменил модель D5300 (модель D5400 не вышла), это первая зеркальная фотокамера Nikon с сенсорным экраном.
Nikon D5500 имеет новый композитный корпус из углеродного волокна, весит на 60 грамм меньше предшественника при значительно меньшем размере, имеет сенсорный экран, Wi-Fi, но не имеет возможности подключения по NFC и нет GPS. 
Улучшенный буфер для необработанных файлов и более длительное время автономной работы. 
D5500 был заменен D5600 в конце 2016 года.

## Характеристики
- 24,2MP CMOS сенсор без оптического фильтра нижних частот
- Сверхкомпактный и легкий корпус
- Multi-CAM 4800DX 39-точечная система автофокусировки
- 2,016-пиксельный датчик измерения RGB, используемый для отслеживания 3D-объектов в AF-C
- Диапазон чувствительности ISO 100–25 600
- Непрерывная съемка 5 кадров в секунду
- Минимальная выдержка 1/4000 с
- Сенсорный ЖК-дисплей с диагональю 3,2 дюйма
- Видео 1080 / 60p , HDMI и Flat Picture Control
- Карты памяти SD, SDHC (с поддержкой интерфейса UHS-I), SDXC (с поддержкой интерфейса UHS-I)
- Встроенный Wi-Fi
- Комплект поставки: Резиновый наглазник DK-25, защитная крышка BF-1B, литий-ионная аккумуляторная батарея EN-EL14a (с защитной крышкой), зарядное устройство MH-24 (сетевой переходник поставляется только в странах и регионах, где это необходимо; форма зависит от страны продажи), ремень AN-DC3, USB-кабель UC-E23, аудио-/видеокабель EG-CP16